# Pero Kovačević
Pero Kovačević, (rođen 22. ožujka 1957. u Bosanskoj Dubici), hrvatski je političar i pravnik. Bio je zastupnik u 5. sazivu Hrvatskog sabora 2003. – 2007. godine.

## Životopis
Pero Kovačević je rođen u Bosanskoj Dubici, BiH. Nakon završetka gimnazije upisao je Pravni fakultet u Zagrebu, gdje je i diplomirao 1980. godine.  
Sudionik je Domovinskog rata od 1990. godine. Brigadir Hrvatske vojske, koji je bio načelnik uprave u Ministarstvu obrane RH, kasnije pomoćnik i zamjenik ministra hrvatskih branitelja. Radio je u Državnom inspektoratu RH, gdje je bio i zamjenik Glavnog državnog inspektora.
Bio je član Hrvatske stranke prava od 1999. do 2008., te je s liste te stranke bio zastupnik u 5. sazivu Hrvatskog sabora od 2003. do 2007. godine.
Pred Međunarodnim sudom u Den Haagu je djelovao kao ekspert za hrvatsko nacionalno zakonodavstvo u predmetu Gotovina, Čermak i Markač, te je surađivao u timu obrane generala Slobodana Praljka.
2005. godine bio je imenovan za člana Izaslanstva Hrvatskoga sabora u Skupštini Zapadnoeuropske unije.

## Vanjske poveznice
- Pero Kovačević, stranice Hrvatskoga sabora